# 貝納迪約
貝納迪約是哥倫比亞的城鎮，位於該國中西部，由托利馬省負責管轄，面積352平方公里，海拔高度425米，2005年人口18,576，人口密度每平方公里52.77人。
4°45′N 74°55′W / 4.750°N 74.917°W